# ユニバーサルシティ出口
ユニバーサルシティ出口（ユニバーサルシティでぐち）は、大阪府大阪市此花区の阪神高速道路2号淀川左岸線の出口。北港JCT方面からの出口のみあるハーフICである。ユニバーサル・スタジオ・ジャパン駐車場待ち車両による渋滞が本線に達しないよう、車線がかなり長く取られているのが特徴である。対応する入口は島屋入口になる。

## 歴史
2001年3月31日にユニバーサル・スタジオ・ジャパン（USJ）が開業するのに先駆けて、同年2月26日に開通。当時、淀川左岸線には島屋出口があったが、そこからUSJへ向かうには市道をUターンせねばならないことや、周囲に運送業者が多く、混雑が予想されることから、USJの駐車場にスムーズに行ける本出口を2000年の11月に着工し、約3カ月で開通となった。
元来、高速道路の出口には地名を使う慣例があるが、上記のような経緯のため、「混乱を避けるための特例」として施設名を採用している。

## 周辺
- ユニバーサル・スタジオ・ジャパン
- ユニバーサルシティ駅
- 桜島駅

## 隣
阪神高速2号淀川左岸線
北港JCT - (2-01) 淀川左岸舞洲出入口 - (2-02)ユニバーサルシティ出口 - (2-03)島屋出入口